# Cleopatra grandidieri
Cleopatra grandidieri es una especie de molusco gasterópodo de la familia Thiaridae en el orden de los Mesogastropoda.

## Distribución geográfica
Es endémica de Madagascar.